# 蠅蕈素
蠅蕈素（英語：muscimol、agarin、pantherine）是出現於大多數鵝膏菌屬菇類的精神性生物鹼，為γ-氨基丁酸A型受體的促效劑，並且會產生鎮靜安眠的效果。

## 化学
蠅蕈素是造成毒蠅傘中毒反應的精神性化合物。鵝膏蕈氨酸，是毒蠅傘的一個神經毒性次級代謝產物，可作為前藥，在體內經脫羧反應合成蠅蕈素。

## 生物學

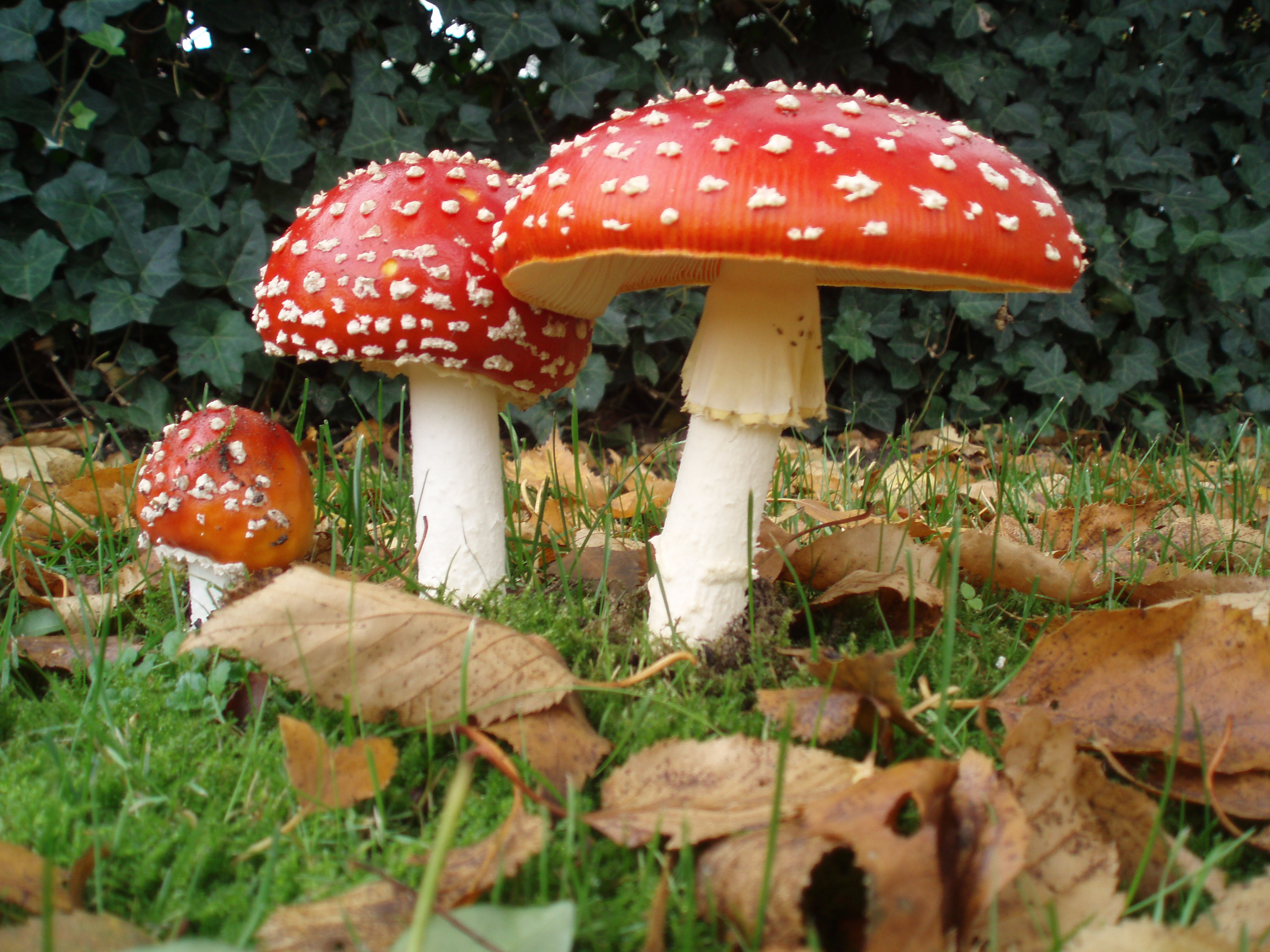
毒蠅傘含有蠅蕈素

蠅蕈素可以從毒蠅傘與豹斑毒傘（Amanita pantherina）當中自然生成，這些種類也同時存在著毒蕈鹼、蛤蟆蕈氨酸與鵝膏蕈氨酸。毒蠅傘與豹斑毒傘在食用上應當謹慎並經過妥善的處理，以減低噁心的效果；目前官方紀錄上沒有發生食用毒蠅傘與豹斑毒傘中毒而致死的案例。在毒蠅傘當中，傘蓋下側的表皮部分，含有高劑量的蠅蕈素，因此該處是最具有精神性影響的部位。